# كسوف الشمس 4 نوفمبر 2040
سيحدث كسوف جزئي للشمس يوم الأحد 4 نوفمبر 2040. يحدث كسوف الشمس عندما يمر القمر بين الأرض والشمس ، وبالتالي يحجب صورة الشمس كليًا أو جزئيًا عن مشاهد على الأرض. يحدث كسوف جزئي للشمس في المناطق القطبية من الأرض عندما يغيب مركز ظل القمر عن الأرض.

## الصور
مسار متحرك

## الخسوفات ذات الصلة

### كسوف الشمس 2040-2043
هذا الكسوف هو جزء من سلسلة كسوف الشمس 2040-2043. يتكرر الكسوف في كل 177 يومًا تقريبًا و 4 ساعات في العقد المتناوبة من مدار القمر.
| مجموعات سلسلة كسوف الشمس من 2040 إلى 2043 | مجموعات سلسلة كسوف الشمس من 2040 إلى 2043 | مجموعات سلسلة كسوف الشمس من 2040 إلى 2043 | مجموعات سلسلة كسوف الشمس من 2040 إلى 2043 | مجموعات سلسلة كسوف الشمس من 2040 إلى 2043 |
| ----------------------------------------- | ----------------------------------------- | ----------------------------------------- | ----------------------------------------- | ----------------------------------------- |
| عقدة تصاعدية                              | عقدة تصاعدية                              |                                           | عقدة تنازلية                              | عقدة تنازلية                              |
| 119                                       | مايو 11, 2040 جزئي                        | 124                                       | نوفمبر 4, 2040 حلقي                       |                                           |
| 129                                       | أبريل 30, 2041 كلي                        | 134                                       | أكتوبر 25, 2041 حلقي                      |                                           |
| 139                                       | أبريل 20, 2042 كلي                        | 144                                       | أكتوبر 14, 2042 حلقي                      |                                           |
| 149                                       | أبريل 9, 2043 كلي (غير مركزي )            | 154                                       | أكتوبر 3, 2043 حلقي (غير مركزي )          |                                           |

### ساروس 124
ساروس 124 الشمسي ، يتكرر كل 18 سنة و 11 يومًا ، يحتوي على 73 حدثًا.
- بدأت السلسلة بكسوف جزئي للشمس في 6 مارس 1049.
- تحتوي المسلسل على كسوف كلي من 12 يونيو 1211 إلى 22 سبتمبر 1968
- كسوفًا هجينًا للشمس في 3 أكتوبر 1986.
- تنتهي السلسلة عند الحدث 73 ككسوف جزئي في 11 مايو 2347.

حدث أطول كسوف كلي في 3 مايو 1734 ، في 5 دقائق و 46 ثانية.
| أعضاء السلسلة 43-59 تحدث بين 1801 و 2100: | أعضاء السلسلة 43-59 تحدث بين 1801 و 2100: | أعضاء السلسلة 43-59 تحدث بين 1801 و 2100: |
| 43                                        | 44                                        | 45                                        |
| ----------------------------------------- | ----------------------------------------- | ----------------------------------------- |
| يونيو16, 1806                             | يونيو26, 1824                             | يوليو8, 1842                              |
| 46                                        | 47                                        | 48                                        |
| يوليو18, 1860 [الإنجليزية]                | يوليو29, 1878 [الإنجليزية]                | أغسطس9, 1896 [الإنجليزية]                 |
| 49                                        | 50                                        | 51                                        |
| أغسطس21, 1914 [الإنجليزية]                | أغسطس31, 1932 [الإنجليزية]                | سبتمبر12, 1950 [الإنجليزية]               |
| 52                                        | 53                                        | 54                                        |
| سبتمبر22, 1968 [الإنجليزية]               | أكتوبر 3, 1986 [الإنجليزية]               | أكتوبر 14, 2004                           |
| 55                                        | 56                                        | 57                                        |
| أكتوبر 25, 2022                           | نوفمبر 4, 2040                            | نوفمبر 16, 2058                           |
| 58                                        | 59                                        |                                           |
| نوفمبر 26, 2076                           | ديسمبر 7, 2094                            |                                           |

### دورة ميتونيك
تتكرر السلسلة ميتونيك كل 19 عامًا (6939.69 يومًا) ، وتستمر حوالي 5 دورات. يحدث الكسوف في نفس تاريخ التقويم تقريبًا. بالإضافة إلى ذلك ، تتكرر سلسلة أكتون الفرعية 1/5 من ذلك أو كل 3.8 سنوات (1387.94 يومًا). تحدث جميع الكسوفات في هذا الجدول عند العقدة الصاعدة للقمر.
| 21 من أحداث الكسوف بين 12 يونيو 2029 و 12 يونيو 2105 | 21 من أحداث الكسوف بين 12 يونيو 2029 و 12 يونيو 2105 | 21 من أحداث الكسوف بين 12 يونيو 2029 و 12 يونيو 2105 | 21 من أحداث الكسوف بين 12 يونيو 2029 و 12 يونيو 2105 | 21 من أحداث الكسوف بين 12 يونيو 2029 و 12 يونيو 2105 |
| 11-12 يونيو                                          | 30-31 مارس                                           | 16 يناير                                             | 4-5 نوفمبر                                           | من 23 إلى 24 أغسطس                                   |
| 118                                                  | 120                                                  | 122                                                  | 124                                                  | 126                                                  |
| ---------------------------------------------------- | ---------------------------------------------------- | ---------------------------------------------------- | ---------------------------------------------------- | ---------------------------------------------------- |
| </img> </br> 12 يونيو 2029                           | </img> </br> 30 مارس 2033                            | </img> </br> 16 يناير 2037                           | </img> </br> 4 نوفمبر 2040                           | </img> </br> 23 أغسطس 2044                           |
| 128                                                  | 130                                                  | 132                                                  | 134                                                  | 136                                                  |
| </img> </br> 11 يونيو 2048                           | </img> </br> 30 مارس 2052                            | </img> </br> 16 يناير 2056                           | </img> </br> 5 نوفمبر 2059                           | </img> </br> 24 أغسطس 2063                           |
| 138                                                  | 140                                                  | 142                                                  | 144                                                  | 146                                                  |
| </img> </br> 11 يونيو 2067                           | </img> </br> 31 مارس 2071                            | </img> </br> 16 يناير 2075                           | </img> </br> 4 نوفمبر 2078                           | </img> </br> 24 أغسطس 2082                           |
| 148                                                  | 150                                                  | 152                                                  | 154                                                  |                                                      |
| </img> </br> 11 يونيو 2086                           | </img> </br> 31 مارس 2090                            | </img> </br> 16 يناير 2094                           | </img> </br> 4 نوفمبر 2097                           |                                                      |

### سلسلة اينكس
هذا الكسوف هو جزء من دورة اينكس طويلة الأمد ، يتكرر عند العقد المتناوبة ، كل 358 شهرًا سينوديًا (≈ 10571.95 يومًا ، أو 29 عامًا ناقص 20 يومًا).
مظهرها وخط طولها غير منتظمين بسبب عدم التزامن مع الشهر غير الطبيعي (فترة الحضيض). ومع ذلك ، فإن مجموعات 3 دورات اينكس (87 سنة ناقص شهرين) تقترب (≈ 1،151.02 شهرًا غير طبيعي) ، لذا فإن الكسوف متشابه في هذه المجموعات.
| أعضاء سلسلة اينكس بين عامي 1901 و 2100: | أعضاء سلسلة اينكس بين عامي 1901 و 2100: | أعضاء سلسلة اينكس بين عامي 1901 و 2100: |
| --------------------------------------- | --------------------------------------- | --------------------------------------- |
| 22 نوفمبر 1919 (ساروس 141)              | 1 نوفمبر 1948 (ساروس 142)               | 12 أكتوبر 1977 (ساروس 143)              |
| 22 سبتمبر 2006 (ساروس 144)              | 2 سبتمبر 2035 (ساروس 145)               | 12 أغسطس 2064 (ساروس 146)               |
| 23 يوليو 2093 (ساروس 147)               |                                         |                                         |

### سلسلة تريتوس
هذا الكسوف هو جزء من دورة تريتوس ، يتكرر عند العقد المتناوبة كل 135 شهرًا متزامنًا (≈ 3986.63 يومًا ، أو 11 عامًا ناقص شهر واحد). مظهرها وخط طولها غير منتظمين بسبب نقص التزامن مع الشهر غير الطبيعي (فترة الحضيض) ، لكن التجمعات المكونة من 3 دورات تريتوس (33 عامًا ناقص 3 أشهر) تقترب (≈ 434.044 شهرًا غير طبيعي) ، لذا فإن الكسوف متشابه في هذه التجمعات.[بحاجة لمصدر]
| أعضاء سلسلة تريتوس بين عامي 1901 و 2100 | أعضاء سلسلة تريتوس بين عامي 1901 و 2100 | أعضاء سلسلة تريتوس بين عامي 1901 و 2100 | أعضاء سلسلة تريتوس بين عامي 1901 و 2100 |
| --------------------------------------- | --------------------------------------- | --------------------------------------- | --------------------------------------- |
| 9 سبتمبر 1904 (ساروس 133)               | 10 أغسطس 1915 (ساروس 134)               | 9 يوليو 1926 (ساروس 135)                |                                         |
| 8 يونيو 1937 (ساروس 136)                | 9 مايو 1948 (ساروس 137)                 | 8 أبريل 1959 (ساروس 138)                |                                         |
| 7 مارس 1970 (ساروس 139)                 | 4 فبراير 1981 (ساروس 140)               | 4 يناير 1992 (ساروس 141)                |                                         |
| 4 ديسمبر 2002 (ساروس 142)               | 3 نوفمبر 2013 (ساروس 143)               | 2 أكتوبر 2024 (ساروس 144)               |                                         |
| 2 سبتمبر 2035 (ساروس 145)               | 2 أغسطس 2046 (ساروس 146)                | 1 يوليو 2057 (ساروس 147)                |                                         |
| 31 مايو 2068 (ساروس 148)                | 1 مايو 2079 (ساروس 149)                 | 31 مارس 2090 (ساروس 150)                |                                         |

## روابط خارجية
- www.solar-eclipse.de - متوسط التغطية السحابية والمدن على طول مسار الكسوف
- http://eclipse.gsfc.nasa.gov/SEplot/SEplot2001/SE2038Jan05A. GIF
- http://eclipse.gsfc.nasa.gov/SEplot/SEplot2001/SE2038Jul02A. GIF